# Jasna Majstorović
Jasna Majstorović (ur. 23 kwietnia 1984 w Čačaku) – serbska siatkarka grająca jako przyjmująca, reprezentująca Serbię. Wicemistrzyni Europy 2007. Od sezonu 2016/2017 występuje we francuskiej drużynie Pays d’Aix Venelles.

## Sukcesy klubowe
Mistrzostwo Serbii i Czarnogóry:
- 2001, 2005

Puchar Serbii i Czarnogóry:
- 2003

Puchar Szwajcarii:
- 2006

Mistrzostwo Szwajcarii:
- 2006

Puchar Serbii:
- 2007, 2008, 2009

Mistrzostwo Serbii:
- 2007, 2008, 2009

Puchar Rumunii:
- 2011

Mistrzostwo Rumunii:
- 2011
- 2013, 2015

Klubowe Mistrzostwa Świata:
- 2011

Mistrzostwo Azerbejdżanu:
- 2012

Puchar Challenge:
- 2016

Puchar Francji:
- 2017

## Sukcesy reprezentacyjne
Mistrzostwa Europy:
- 2007

Liga Europejska:
- 2009, 2010

Grand Prix:
- 2013